# Увек постоји нада
Увек постоји нада (енгл. Hope Floats) је америчка филмска драма из 1998. године са Сандром Булок у главној улози. Иако је очекиван незнатан успех, за наизглед истрошену причу, филм је постао велики хит широм света.

## Радња
Бирди (Сандра Булок) је домаћица, чији се живот вртоглаво мења, када јој муж на националној телевизији призна да спава са њеном најбољом пријатељицом. Повређена и понижена, Бирди са својом ћерком Бернис одлази у Тексас, у свој родни град Смитвил. Несреће се за Бирди ипак настављају: Бернис жели да се врати код оца, њена мајка Рамона (Ђина Роуландс) је тешко болесна иако то не жели да призна, житељи Смитвила не престају са оговарањем и подсмехом, а као врхунац свега стиже захтев за развод брака.

## Улоге
| Глумац           | Улога          |
| ---------------- | -------------- |
| Сандра Булок     | Бирди Пруит    |
| Хери Коник млађи | Џастин Матис   |
| Џина Роуландс    | Рамона Калверт |
| Меј Витмен       | Бернис Пруит   |
| Мајкл Паре       | Бил Пруит      |
| Камерон Финли    | Тревис         |
| Рејчел Сноу      | велика Долорес |